# College Station, Texas
College Station là một thành phố thuộc quận Brazos, tiểu bang Texas, Hoa Kỳ. Năm 2010, dân số của xã này là 93857 người.

## Dân số
- Dân số năm 2000: 67890 người.
- Dân số năm 2010: 93857 người.